# 斯通 (愛達荷州)
斯通（英語：Stone）是位於美國愛達荷州奧奈達縣的一個非建制地區。該地的面積和人口皆未知。

## 地理
斯通的座標為42°00′59″N 112°41′43″W / 42.01639°N 112.69528°W，而該地的平均海拔高度為1362米（即4567英尺）。